# Wiktor Gorządek

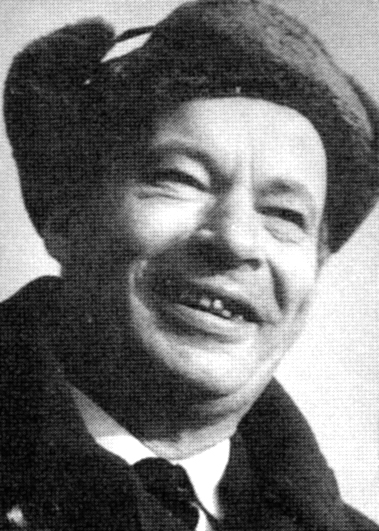
Wiktor Gorządek

Wiktor Gorządek (ur. 1 grudnia 1908 w Taszkencie, zm. 11 lipca 1988 w Gdyni) – pierwszy kapitan żeglugi wielkiej rybołówstwa morskiego. Nauczyciel kadr oficerskich flot handlowej i rybackiej.
Urodził się w Taszkencie. Do Polski przybył, wraz z rodzicami, w roku 1920 i zamieszkał w Krakowie. Powołany w 1929 roku do wojska odbywał służbę w Flotylli Pińskiej. W roku 1931 osiedlił się w Gdyni i zaczął pływać, jako rybak, w Polsko-Holenderskiej Spółce Śledziowej "Morze Północne" (Mopol), a po jego likwidacji w Towarzystwie Okrętowym Połowów Dalekomorskich "Mewa". Po ukończeniu kursu motorzystów w Państwowej Szkole Morskiej przeszedł do Towarzystwa Dalekomorskich Połowów "Pomorze".
W chwili wybuchu wojny znajdował się na jednym z trawlerów "Pomorza" na Morzu Północnym. Wkrótce dotarł do Wielkiej Brytanii, gdzie zaczął pływać na trawlerach angielskich, uzyskując w roku 1940 stopień szypra II klasy, a w 1945 I klasy.   
W latach 1954–1980 dowodził statkiem szkolnym s/t Jan Turlejski, odbywając na nim ponad 170 rejsów. Zasłużony Nauczyciel PRL, kawaler Krzyża Komandorskiego Orderu Polonia Restituta. Zmarł w Gdyni; został pochowany w nowej alei zasłużonych na cmentarzu Witomińskim (kwatera 26-41-18).

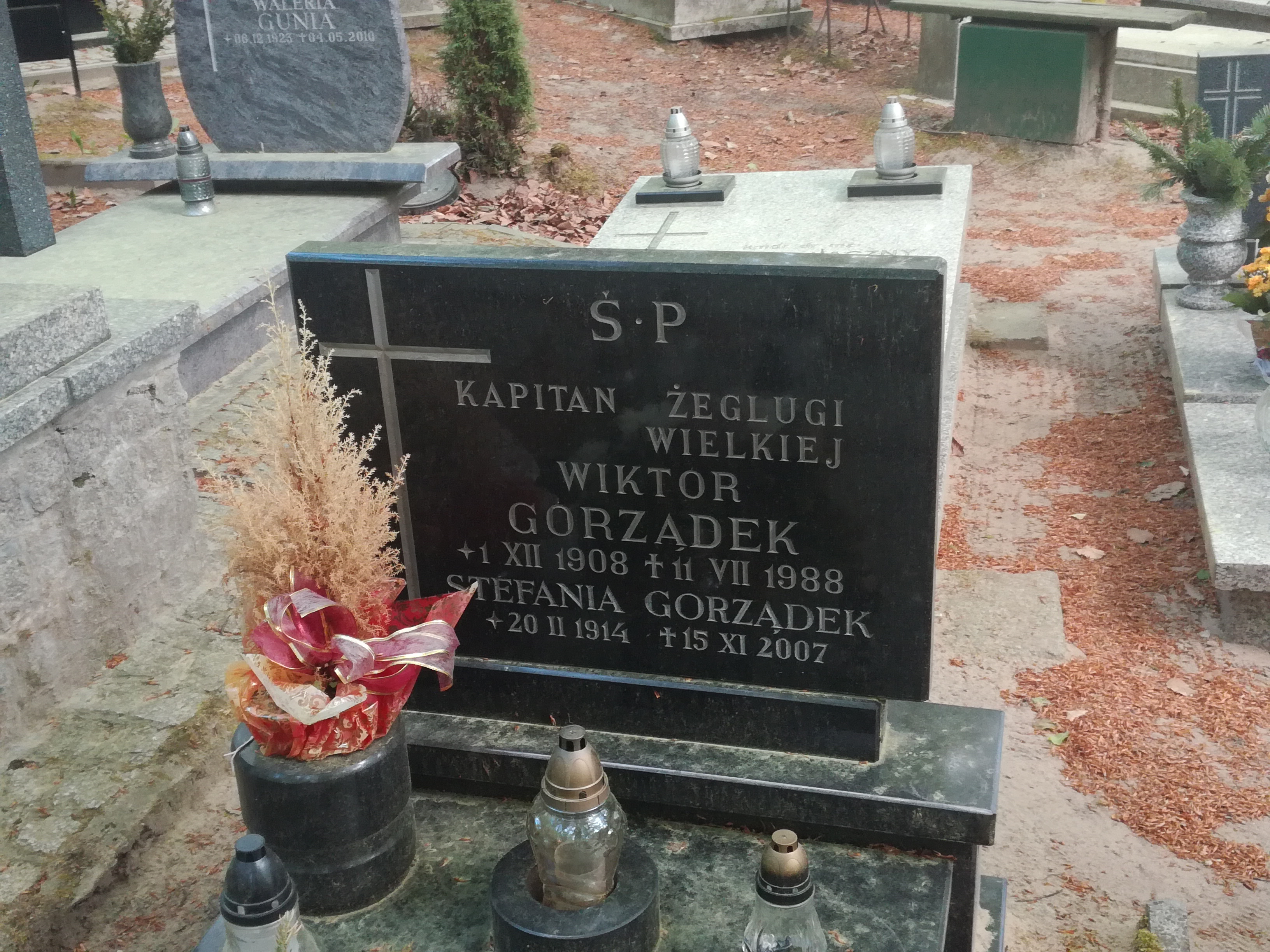
Grób Wiktora Gorządka na cmentarzu Witomińskim